# قنديل البحر الأرجواني المخطط
قنديل البحر الأرجواني المخطط (الاسم العلمي: Chrysaora colorata) هو نوع من أنواع حيوان قنديل البحر و يوجد بشكل أساسي في شواطئ كاليفورنيا. يبلغ طول قطر جسمه حوالي 70 سم. تختلف اللوامس عند هذا الحيوان اعتمادا على عمره، وتتكون من ثمانية أذرع ثانوية طويلة غامقة، وأربعة أذرع مركزية فموية. يتكون غذاؤه من العوالق البحرية والأسماك الصغيرة وبيوض الأسماك وغيرها. لسعة قنديل البحر هذا مؤلمة إلى حد كبير ولكن نادرا جدا أن تكون مميتة.